# Exosoma thoracicum
Exosoma thoracicum is een keversoort uit de familie bladkevers (Chrysomelidae). De wetenschappelijke naam van de soort werd in 1843 gepubliceerd door Redtenbacher.